# Rhythm changes
En el jazz, rhythm changes hace referencia a una progresión de acordes con la misma estructura que George Gershwin introdujo en su tema "I Got Rhythm".  Este cliché, "uno de los vehículos de improvisación más comunes", constituye la base de las composiciones jazzísticas, y se popularizó en la época del swing:  Puede encontrarse en el tema "Shoeshine Boy" (Lester Young con Count Basie, 1936) o en un clásico como "Cotton Tail", escrita por Duke Ellington en 1940; también puede escucharse en la composición de Charlie Christian, "Seven Come Eleven", en el tema de Charlie Parker "Salt Peanuts", y en el de Thelonious Monk, "Rhythm-a-Ning", entre otros muchos. 

## Historia
Esta progresión tuvo una especial difusión como consecuencia de su intensivo uso dentro del bebop.  No obstante comenzó a usarse en los años 1930, llegando a ser muy común en los años 1940. especialmente porque "I Got Rhythm" era en esa época uno de los más populares estándares. El ejemplo más antiguo de rhythm changes fue grabado por Sidney Bechet el 15 de septiembre de 1932. El tema se llamaba "Shag" y fue interpretado junto con sus "New Orleans Feetwarmers".
Incluso hoy en día, el blues y los rhythm changes siguen siendo los "elementos críticos para construir un repertorio de jazz".

## Estructura
Los "rhythm changes" son una forma musical del tipo AABA, de treinta y dos compases, divididos en cuatro secciones de ocho compases cada una.  Usando numerales romanos, los acordes originales usados en la sección "A" son:
```
| I  vi | ii V  | I  vi | ii V  |
```

una frase musical de dos acordes, repetida dos veces (I−vi−ii−V) y después
```
| I  I7 | IV iv7 | I  V  | I     |
```

Los changes están usualmente tocados en Si con varios acordes de sustitución. Esta sería una típica forma de la sección A:
```
| Bbmaj7 G7  | Cm7    F7  | Bbmaj7 G7 | Cm7 F7 | 
| Fm7    Bb7 | Ebmaj7 Ab7 | Dm7    G7 | Cm7 F7 |
```

```
| Bbmaj7 G7  | Cm7    F7  | Bbmaj7 G7 | Cm7 F7 | 
| Fm7    Bb7 | Ebmaj7 Ab7 | Cm7    F7 | Bbmaj7 |
[
9
]
```

El "puente" (parte "B") consiste en una serie de acordes de séptima dominante que sigue la forma de ciclo de quintas (también llamado ragtime progression):
```
| III7  |   +   | VI7   |   +   |
| II7   |   +   | V7    |   +   |
```

```
| D7    |   +   | G7    |   +   |
| C7    |   +   | F7    |   +   |
```

Esta estructura se conoce como Sears Roebuck bridge.
La parte B o "puente" es seguida de otra sección "A" de ocho compases:
```
| Bbmaj7 G7  | Cm7    F7  | Bbmaj7 G7 | Cm7 F7 | 
| Fm7    Bb7 | Ebmaj7 Ab7 | Cm7    F7 | Bbmaj7 |
[
9
]
```

Las variantes de esta versión de los changes son múltiples, debido a la posibilidad de realizar sustituciones de acordes.
Las secciones A y B componentes de los rhythm changes se han usado a veces para otro tipo de melodías. Por ejemplo, el tema de Charlie Parker, "Scrapple from the Apple", o el de Duke Ellington, "Perdido", usan una progresión de acordes diferente para la parte A, pero recurren a los rhythm changes en la sección B.